# Арагонска корона
Арагонската корона (на испански: Corona de Aragón) е трайна персонална уния на различни територии, обединени под властта на кралете на Арагон, която съществува между 1164 и 1707 г.

## История
Между 14 и 15 век, когато унията се намира в зенита на своето могъщество, Арагонската корона се превръща в истинска таласократия. По-голяма част от владенията ѝ нямат пряка сухопътна връзка и са разделени от големи водни пространства, което е причина за превръщането на унията в една от водещите военноморски сили в Средиземно море. Отделните владения на короната не са обединени политически освен на нивото на монарха. От съвременна гледна точка Арагонската корона функционира по-скоро като конфедерация отколкото като единна държава.
През 1469 г. арагонският крал Фердинанд II Арагонски и кралицата на Кастилия и Леон Изабела Кастилска сключват династичен брак и обединяват владенията си, поставяйки началото на Испанската монархия. Съгласно условията на брачния договор Кастилия и Арагонската корона запазват своето самоуправление, своите институции и традиции. Обединението им е завършено през 1516 г., когато Карл V наследява короните на Арагон и Кастилия и обединява целия Иберийски полуостров под своя власт с изключение на Португалия.
Арагонската корона и нейните институции са отменени след Войната за испанското наследство (1702 – 1713), когато с декретите от Нуева Планта Арагон и останалите земи в короната му се превръщат в обикновени испански провинции, подчинени на централната испанска администрация.

## Земи на Арагонската корона
- Кралство Арагон
- Графство Барселона – формира унията с Кралство Арагон през 1162 г., когато и двете владения са наследени от Алфонсо II Арагонски, син на арагонската кралица Петронила и графа на Барселона Раймон IV Беренгар.
- Кралство Валенсия – присъединено към короната на 9 октомври 1237 г. от крал Хайме I Завоевателя.
- Каталония – присъединена към Арагонската корона през 1285 г. след подписването на Договора от Корбей между Франция и арагонския крал Хайме I.
- Кралство Сицилия – присъединява се към Арагонската корона през 1285 г., след като местните жители въстават срещу управляващия дотогава Карл I Анжуйски на 30 март 1282 (т. нар. Сицилианска вечерня) и обявяват за владетел на Сицилия крал Педро III Арагонски, който подпомага с войски въстаниците и през 1285 г. окончателно прогонва Карл I от Сицилия, и присъединява острова към владенията си.
- Кралство Сардиния и Корсика – включват се в Арагонската уния през 1297 г., след като папа Бонифаций VIII дава инвеститура на крал Хайме II за управлението им.
- Кралство Майорка – присъединено към Арагонската корона през 1344 г.
- Херцогство Мореа и Неопатрия – стават владения на Арагонската корона през 1381 г. след сключването на брак между Мария Сицилианска и Педро IV Арагонски.
- Неаполитанско кралство – завладяно от Алфонсо V Арагонски през 1442 г.

| Християнски държави на Иберийския полуостров от Реконкистата до наши дни |                            |                            |                            |                            |                          |                            |                             |                             |                            |
| Португалия                                                               | Кралство Испания 1516-     | Кралство Испания 1516-     | Кралство Испания 1516-     | Кралство Испания 1516-     | Кралство Испания 1516-   | Кралство Испания 1516-     | Кралство Испания 1516-      | Кралство Испания 1516-      | Кралство Испания 1516-     |
| Португалия                                                               | Кастилска корона 1230-1715 | Кастилска корона 1230-1715 | Кастилска корона 1230-1715 | Кастилска корона 1230-1715 | Кралство Навара 824-1513 | Арагонска корона 1162–1716 | Арагонска корона 1162–1716  | Арагонска корона 1162–1716  | Арагонска корона 1162–1716 |
| Португалия                                                               | Кралство Галисия 910-1157  | Кралство Астурия 718-925   | Кралство Леон 913-1230     | Кралство Кастилия 850-1479 | Кралство Навара 824-1513 | Кралство Арагон 1035-1707  | Графство Барселона 801–1162 | Кралство Валенсия 1238–1707 | Кралство Майорка 1231-1715 |